# كأس كازاخستان 2012
كأس كازاخستان 2012 (بالروسية: Кубок Казахстана по футболу 2012)‏ هو الموسم 21 من كأس كازاخستان. أقيم خلال الفترة 15 مايو 2012 وحتى 11 نوفمبر 2012، وأشرف على تنظيمه اتحاد كازاخستان لكرة القدم، وكان عدد الأندية المشاركة فيه 30، وفاز فيه نادي أستانا.